# عبد الله مابل
عبد الله مابل (بالفرنسية: Abdallah Mabel)‏ هو ملاكم تايلندي فرنسي، ولد في 14 أبريل 1983.